# لیزا فیشر
لیزا فیشر (انگلیسی: Lisa Fischer؛ زادهٔ ۱ دسامبر ۱۹۵۸) خواننده-ترانه‌پرداز، گیتارنواز، و وکالیست اهل ایالات متحده آمریکا است. وی از سال ۱۹۸۳ میلادی تاکنون مشغول فعالیت بوده‌است.
از فیلم‌ها یا برنامه‌های تلویزیونی که وی در آن نقش داشته‌است می‌توان به ۲۰ قدم تا ستاره بودن اشاره کرد.